# Barunka O'Shaughnessy
Barunka O'Shaughnessy é uma atriz, escritora e produtora britânica.
Barunka começou realizando comédia enquanto estudava na Universidade de Cambridge. Após sua graduação, ela colaborou com amigos universitários Lucy Montgomery e James Bachman, para escrever e realizar shows no Festival de Edimburgo, formando a empresa Population 3 Theatre.
É mais conhecida por interpretar Sacha Merrion em Bo! in the USA e por suas aparições em The Mighty Boosh. Já apareceu em Mr and Mrs Fandango para o Channel 4 como integrante da série Comedy Lab e também na comédia de esquete Beehive da E4. Outras aparições notáveis na televisão incluem That Mitchell and Webb Look, Bremner, Bird and Fortune e Extras.
Também apareceu nos anúncios televisivos de Natal anualmente para Boots.
No rádio, já atuou em Sasha's Best of British, um piloto de comédia da BBC Radio 2, que foi transmitido no dia 12 de maio de 2007. Também apareceu em quatro séries da sitcom da BBC Radio 4, Ed Reardon's Week.
Como escritora, trabalhou na Katy Brand's Big Ass Show, Comedy Lab, Beehive, School of Comedy e Hunderby. Em 2001, produziu duas temporadas da série de televisão britânica Fanorama, estrelado por David Mitchell, Rhys Thomas, Claudia Winkleman e Lauren Laverne.
Como ela mesma, fez participação em The Law of the Playground, The Story of Light Entertainment e Never Mind the Buzzcocks.
Ela é de ascendência irlandesa e tcheca.